# Бајазит II
Бајазит II (тур. II. Bayezid; 3. децембар 1447 — 26. мај 1512) био је осми султан Османског царства и син султана Мехмеда II Освајача. Владао је Османским царством у периоду од 1481. до 1512. године. 
Током своје владавине, Бајазит је консолидовао Османско царство, осујетио про-Сафавидску побуну и коначно абдицирао свој престо свом сину Селиму I. Бајазит је евакуисао Јевреје Сефарда из Шпаније након пада Насридске Краљевине Гранаде и проглашења декрета Алхамбре и раселио их по османским земљама, посебно у Солуну.

## Младост
Бајазит је син султана Мехмеда II и Емине Гулбахар султаније. Његова миљеница била је Гулбахар хатун са којом је имао старијег сина, принца Ахмеда и принца, касније султана, Селима I. Своје принчевско доба провео је као намесник у Амасији, из које је наследио престо након смрти његовог оца, султана Мехмеда II Освајача.

## Грађански рат (1481—1482)
Мехмед II је за собом оставио два сина. Старији, Бајазит, боравио је у Амасији. У доста лошим односима са својим оцем, принц је био у контакту са дервишким редом халветија. Таст Синан-паше, беглербега Анадолије, био је такође близак неким другим личностима које су имале утицај на јаничаре, попут везира Исах-паше, непријатеља великог везира. Иако Бајазит није имао везе са смрћу свога оца (Мехмед II Освајач преминуо је од последица гихта), чињеница је да су се на његовом двору у Амасији окупљале разне политичке струје чија се политика супротстављала политици Мехмеда II. Стога је природно што је Караманли Мехмед, иако је обавестио Бајазита о смрти султана Мехмеда II, подржавао његовог брата Џема, који је службовао у Коњи. Било је одређених личности код којих је Џем уживао симпатије. Али насупрот јакој струји свога брата, који је располагао редовном војском и моћним савезницима, он је као подршку имао непопуларног великог везира и локалне јаничарске трупе, као и локална туркменска племена која нису подржавала централну власт Османског царства.
Док је Џем напредовао ка Босфору, са намером да увећа своју војску, Бајазит је окупио своје снаге и припремао линије одбране Истанбула: победник у престоници, имао је све шансе да добије престо. Међутим, сазнавши за смрт султана, јаничари су се побунили. Прешавши Босфор, опљачкали су град и убили великог везира. Исах-паша је 4. маја 1481. године на престо поставио Коркут челебију, Бајазитовог сина, у очекивању доласка његовог оца. Бајазит је 22. маја ушао у престоницу и преузео власт. Са друге стране, Џем је стигао у Бурсу, где се прогласио за владара. Чак је ковао и новац са својим именом. Но, пошто је његов брат одбио да му да азијску страну царства, дошло је до одлучујуће битке код Јенишехира, 19. јуна 1481. године. Бајазит, коме се прикључио освајач Отранта Гедик Ахмед-паша, победио је Џема, кога је на бојном пољу напустило много људи, јер су се определили за страну онога ко је очигледно био султан. Џем је са својом породицом побегао у Каиро.
Султан Бајазит II се ипак није решио свих брига. Караманлија Касим-бег, који је уточиште нашао код Аккојунлуа, желео је да искористи околности и поврати своју кнежевину. Са својом војском није успео да се наметне Гедик Ахмед-паши, али је Бајазит сматрао да је много мудрије преговарати са витезовима са Родоса о шестомесечном примирју, закљученом новембра 1481. године и да се споразуме са Венецијом са којом је договор о миру потврђен у јануару 1482. године: границе су задржане, а плаћање трибута је укинуто; заузврат, Венеција ће платити своје дугове и прихватити да плаћа улазну царину за своју робу у висини од 4 %.
За то време, у марту 1482. године, Џема, кога је дискретно помагао мамелучки султан, а подстакнут од стране Касим-бега и пребега из табора Гедик Ахмед-паше, поново је окушао срећу у Анадолији. Караманлијама је обећао рестаурацију њихове кнежевине. Међутим, услед недостатка плана и јединствене команде, принчева војска се расула. Био је принуђен да поново побегне, а уточиште је нашао на Родосу, где се искрцао 29. јула. Желео је да стигне у Угарску, како би у Румелији поново започео борбу за престо. Али, витезови су га убедили да најпре оде у Француску. Задржан у тој земљи од октобра 1482. до 1488. године, а касније у Риму од 1489. до 1495. године, Џем је био предмет споразума донетог у априлу 1483. године између Порте и витезова са Родоса. Пошто су обећали да ће задржати претендента, витезови су добили годишњу надокнаду од султана у износу од 40 000 дуката, економске повластице и признавање права на тврђаву Халикарнас (Бодрум). Џем је од тог тренутка био само оруђе у рукама католичке дипломатије.
Пошто се решио свога брата, Бајазит је успоставио ред у царству. Касим-бег, који је именован за намесника Ичелија, прекинуо је чарке са Караманом, који је дефинитивно припојен Османском царству. По повратку у Истанбул, Бајазит је учврстио власт погубљењем Огуза, младог Џемовог сина, и непријатног Гедик Ахмед-паше, који је тешко прихватао његову мировну дипломатију и који је склапао завере са својим тастом, великим везиром Исах-пашом, и при том имао велики број присталица у редовима јаничара. Његово погубљење 18. новембра 1482. године изазвала је побуну јаничара. Удаљен је потом и Исах-паша, кога је заменио Месих-паша.

## Политика Бајазита II
Нови султан имао је тридесет четири године. Вероватно истрошен услед нездравог живота- у младости је конзумирао опијум, што је изазвало огромно незадовољство његовог оца, у каснијим годинама постао је побожан и богобојажљив. Но, без обзира на његове приватне склоности, околности су му наметнуле политику какву је водио.
На унутрашњем плану, укинуо је непопуларне мере које је предузео његов отац: вратио је мулк и вакуф њиховим законитим корисницима. Дервиши су повратили све почасти. Италијанске слике које је наручио његов отац су продате. Његов надима „Вели” (Свети) био је заиста заслужен. С друге стране, моћ је враћена „султановим робовима” (капи кулари) и јаничарима осигурала да поново добију дар за успешно ступање на престо. Очито да је султан настојао да ојача своју личну власт. Члан породице Џандарлија је 1498. године поново наименован за великог везира.
На спољном плану, владавина Бајазита II обележена је живом дипломатском активношћу. Не може се рећи да она није постојала раније; Мехмед II Освајач је заиста организовао завидну обавештајну мрежу. Али, питање Отранта, а затим проблем око принца Џема били су узрок, а сасвим сигурно и прилика, за бројне дипломатске мисије Порте, која је слала представнике на више западних дворова. Докле год је Џем био у рукама западних сила, било је корисно споразумевати се са њима: Бајазит је послао на Родос, а затим у Рим, годишњи трибут. Поклонио им је драгоцене реликвије. Обавезао се 1490. године да неће напасти Венецију, папске државе и Родос, и у више наврата одустајао је од припрема за поход на мору, услед притиска папе и витешког реда на Родосу. Чак су, 1494. године, краљ Напуља и папа Александар VI захтевали од Порте помоћ против француског краља Шарла VIII. Османско царство прихватило је игру великих сила. За време владавине Бајазита II створени су и први контакти са Московљанима. Чињеница је да су они, 1495. и 1499. године начинили прве кораке да се склопи трговински споразум.
Колико год да је Бајазит II био пацифиста, османска политика била је агресивна кад год су то околности допуштале. У том периоду вршени су упади у Далмацију, у Босну, Корушку, Хрватску, Крањску, Аустрију, Угарску и Пољску, а гусарење није престајало. Било је, такође, и већих сукоба.

## Прва освајања током владавине: Херцеговина и Молдавија
Пошто је повратио власт на унутрашњем плану, Бајазит II је могао да се посвети другим питањима. У пролеће 1483. године, беглербег Румелије освојио је Херцеговину, која је од тада била потпуно везана за Порту. Султан је отишао у Румелију, где је обновио утврђења. Смрћу његовог оца, прекинуто је примирје са Угрима, те су се у тој области стално дешавали напади и контранапади. Стигавши до Софије, Бајазит II је предложио обнављање примирја. Краљ Матија Корвин, који је ратовао са царем, прихватио примирје на 5 година.
Успоставивши мир са својим главним непријатељима, Венецијом и Угарском, султан је кренуо у поход на Молдавију. Већ дуже времена се та кнежевина противила Порти у Влашкој, чији су владари- наметнуо их је Стефан Велики- убрзо потчињени султану. У тој области се непрестано водио рат. Један неуспешан османски поход (1481. године) изазвао је Стефанов одговор. Био је то изговор за поход који је Бајазит II повео 1484. године против градова Килија и Акерман, који су имали велики стратешки значај и чије је запоседање отварало пут ка Пољској и Угарској. Штавише, османски гарнизони на молдавској територији онемогућавали су њихове интервенције у Влашкој. Коначно, ти важни привредни градови налазили су се на трговачком путу који је повезивао Пољску и Балтик са Блиским истоком, преко Црног мора. Заузимањем ових градова ојачала је позиција султана, док је Молдавија ослабила. Он је коначно постао господар читавог Црног мора, што се и могло предвидети ако се сагледа промишљена политика коју је у тој области од доласка на престо водио Мехмед II Освајач.
Молдавија није била укључена у примирје склопљено са Угарском. Бајазит је могао да делује без икаквог страха, па је захтевао исплату целог трибута који му је Молдавија дуговала. Кренувши са снажном војском, заједно са флотом која је била задужена за снабдевање и превоз артиљерије, султан је имао помоћ својих влашких и кримских вазала. Опсада Килије започета је 5. јула, а град је пао 14. јула. Затим је на ред дошао Акерман, чија је опсада почела 22. јула, а завршена 7. августа. Заузимање ових градова потпомогла је проосманска струја, која је несумњиво желела да задржи економску моћ, тако што ће ући у османске кругове, с обзиром на то да је Порта контролисала читаво Црно море. Организација победе, са колоном депортованих ка престоници, заробљавањем оних који се нису предали и регрутовањем младих људи, али такође и уобичајено поштовање локалних законских обичаја, били су у вези са економским значајем два града.
Антиосманска струја обратила се Стефану Великом. Он је, схвативши да од угарског краља не може ништа да очекује, крајем пролећа 1485. године напао Акерман. Његов неуспех изазвао је у јесен казнени поход Османлија. Бајазит II могао је да се похвали да је успео тамо где његов отац није могао. Црно море је коначно постало османско.

## Сукоб са Египтом
Односи са Мамелуцима почели су да се погоршавају за време владавине Мехмеда II. Две силе су почеле борбу за утицај над туркменским племенима која су их раздвајала. Више инцидената затровало је односе, а понашање Кајит-беја према Џему изазвало је незадовољство Бајазита II. Узрок сукоба била је помоћ коју су Османлије пружиле своме штићенику, емиру Зулкадра Алаудевлету, коме су Мамелицу претили. Након почетних успеха, Алаудевлета и Јакуб-пашу, османског намесника Кајзерија, потукли су мамелучка војска и њихови туркменски савезници, у септембру 1483. године. Одбијајући понуде Египћана, Османлије су против туркменских племена Тургута и Варсака послале беглербега Карамана, Карађоз-пашу, који је заузео више места, међу њима и Адану и Тарс, маја 1485. године. Али, на вест да надире велика мамелучка војска, Бајазит II задужио је Ахмеда Херцеговића (Херсек-заде), беглербега Анадолије, да одбрани ову област. Стигавши у помоћ Адани, коју је опсео непријатељ, Херцеговић који није имао праву подршку неких од својих подређених, као што је Карађоз, био је побеђен и заробљен. Оставивши Тарс и Адану непријатељу, Османлије су се у пролеће 1486. године повукле.Следеће године, велики везир Давут-паша стао је на чело војске којој се придружио беглербег Румелије и Алаудевлет. Поход је покренут против Варсака и Тургута, који су се дигли на устанак, окупљени око караманског претендента на престо. Пошто их је покорио, Давут-паша се вратио у престоницу. Мамелуци нису одустали од сукоба. Бајазит није занемаривао дипломатске предлоге које су износили хришћанима, као и њихова настојања да преузму Џема, како би могли да га искористе против њега. Он је такође припремао нови поход.

Знајући да ни Угарска ни Венеција неће интервенисати, султан је у пролеће 1488. године упутио у равницу Чукурова велику војску под заповедништвом Хадим Али-паше. Херцеговић, који је у међувремену ослобођен, учествовао је у походу на челу моћне османске флоте. Та здружена операција омогућила је заузимање више утврђених места, али су 17. августа 1488. године Мамелуци поново поразили Османлије у долини Агачаири, између Тарса и Адане. Опкољена, ова потоња морала је да отвори врата Египћанима у септембру. Османлије, у веома лошем стању, још увек су држале значајна места Тарс и Козан. Остављајући остварење својих амбиција за касније, подржали су претендента шаха Будака из Зулкадра да преузме власт од Алаудевлета, који је прешао на страну Мамелука. То је био још један пораз. Мамелуци су 1490. године започели опсаду Кајсерија и опустошили Караман. Бајазит II се и сам спремао да крене у поход. Мамелуци су готово непрестано напредовали, али никада нису стекли значајнију предност, или нису били у стању да искористе своје победе. Тај рат је скупо плаћен, Сирија је била исцрпљена. Две силе су закључиле мир у мају 1491. године. Османлије, које су повратиле контролу над Киликијом и њеним градовима (Тарс, Адана), нису тиме ништа ново добили.

## Развој односа са Европом
Бајазит II је морао да се, у великој мери, посвети догађајима у Европи који су се одиграли током неколико протеклих година. Упркос притиску Османлија на француског краља, принц Џем је пребачен у Рим, где је стигао марта 1489. године. У пролеће 1490. године, папа Иноћентије VIII, располажући тим оружјем, организовао је антиосмански скуп. Смрт угарског краља Матије Корвина 6. априла, значила је крај тог крсташког подухвата. Стигавши у Рим 30. новембра, османски изасланик Мустафа-бег склопио је споразум којим се Порта обавезала да ће папи плаћати Џемово издржавање, те да неће нападати Рим, Родос, нити Венецију.
Пошто је успешно разрешио тај проблем, и склопио мир са Египтом, Бајазит II је имао намеру да искористи смрт Матије Корвина и анархију која је уследила у Угарској, с обзиром на то да је истекао рок примирја; било је наговештаја да је командант Београда спреман да пређе на другу страну. Али, тај командант је смењен када је султан стигао у Софију маја 1492. године. Стога је Бајазит одлучио да крене пут Албаније. Истовремено је предузео значајне походе у правцу Аустрије, Угарске и Трансилваније, где је наишао на озбиљан отпор. Папа је морао да одустане од напада на Валону, након заузимања Отранта. Али, након смрти Мехмеда II устанке који су избили у Албанији предводио је Јован Кастриот, те је регион постао нестабилан за Османлије. Обузет до тог тренутка озбиљнијим проблемима, Бајазит II је у пролеће 1492. године предузео један осветнички поход. Ипак, све до завршетка османско-млетачког рата 1499. године, Османлије нису могле трајно да умире ту земљу.
Сукоб са Угарском се наставио, смењивали су се напади и контранапади, а Порта је бринула о догађајима у Италији, које је пратила: француски краљ је 1494. године прешао Алпе да би освојио Напуљску краљевину. Али, он је објавио намеру да ту створи базу за крсташки поход против Османлија. Писма којима су папа и краљ Напуља позивали у помоћ све су више плашила Бајазита, који је започео са припремама за одбрану. Лош знак је представљало то што је Шарл VIII, пролазећи кроз Рим, узео Џема у своју пратњу 27. јануара 1495. године. Бајазит II је стога сматрао мудрим да склопи примирје с Угрима на три године. То није имало неког великог утицаја, јер је Џем умро у Напуљу 24. фебруара 1495. године и Французи су одустали од своје намере. Настављен је рат са Угрима, од којих је током 1496. године одузето више тврђава у Босни.
Краљ Пољске Јован Алберт VI, који је 1493. године опет на три године обновио уговор са Портом закључен 1490. године, није признавао османски протекторат над Молдавијом, где је желео да устоличи свог брата Жигмунда. Он је у јуну 1497. године ушао у Молдавију, чији је кнез Стефан тражио помоћ султана. Упркос угарском посредовању, против Пољака је послата војска, која је одбачена. Током 1498. године, заједно са Татарима са Крима, османске снаге су предузеле неколико разорних похода на већ опустошену Пољску, али су ти походи Порту много коштали у људству. Препуштен сам себи, Јован Алберт VI је тражио мир од султана.

## Имиграција Јевреја и Муслимана
Јула 1492. године тек створена краљевина Шпанија прогонила је своју јеврејску и муслиманску полулацију, што је био део инквизиције. Бајазит II је послао османску морнарицу на челу са адмиралом Кемал реисом како би их евакуисао и довео у османске земље. Издавао је прогласе широм царства како би им се пожелела добродошлица. Омогућио је избеглицама да насељавају територију османског царства и постану његови становници. Исмевао је понашање Фердинанда II од Арагона и Изабеле I од Кастиље. ,, Усуђујете се да називате Фердинанда мудрим владарем", рекао је својим дворанима- ,, њега који је опустошио своју земљу и обогатио моју!" Султан је послао својим гувернерима ферман којим је налагао да не спречавају шпанске избеглице да уђу у земљу, већ да им приреде топлу добродошлицу и буду пријатељски настројени према њима. Претио је смрћу свима онима који би се усудили да лоше третирају Јевреје и оспоравају им улазак у земљу. Он је повећао намете богаташима како би помогао избеглицама.
Муслимани и иберијски Јевреји су дали допринос даљем успону османске империје, тиме што су унели толико свежих идеја, метода, као и занатство. Прву штампарију у Цариграду отворили су Јевреји 1493. године. Они су под Бајазитом II доживели културни процват.

## Рат са Венецијом
Ако се изузму редовне обостране провале на угарској граници, султан је био миран. Још више га је смирило то што су му Напуљци маја 1499. године предали Џемово тело: Европљани више нису могли да га наведу да игра како они свирају. Све своје снаге усмерио је на млетачке поседе у Грчкој, решивши да заврши дело свога оца заузимањем тих енклава: убудуће ће море представљати границу са Републиком.
У суштини, инциденти су били чести. Венеција се жалила на османско гусарење и упаде, а Порта на лош однос према њеним држављанима. Упркос свему, мир је трајао двадесет година и Република, чија се дискретна помоћ Џему веома ценила, била је лоше припремљена за рат који није очекивала. Утврђења као и гарнизони у Лепанту били су у јадном стању. Слабо увежбана флота изгубила је свој значај. Османлије пак, чија је предност на копну била неспорна, у великој мери су напредовале и на мору. Немогућност да одговоре на позив муслимана из Шпаније, показала је колико је недостајала једна моћна морнарица. Настављајући дело свога оца, Бајазит II се посветио томе да изгради већи број бродова, али и да оснажи своју морнарицу привременим ангажовањем искусних гусара. До значајног наоружавања дошло је у периоду 1498—1499. године.
У августу 1499. године, Османлије су започеле копнену опсаду Лепанта. Султанова флота, после пустошења Коронског залива и окршаја са неодлучном млетачком флотом, успела је да освоји Лепант, и он се 29. августа предао Османлијама, које су постале господари Коринстког залива. У исто време, Порта је предузимала походе у области Задра, а након успеха код Лепанта, и у областима Фурланије и Корушке. Након неуспеха млетачке мисије у Истанбулу у зиму 1499—1500. године, сукоб се наставио. Након шестонедељне опсаде, 9. августа 1500. године, пао је Модон. Корон и Наварин су се предали: био је то крај једног света.
Иако је Фиренца искористила ситуацију да преко једне посредничке мисије издејствује трговачке повластице у Османском царству 1499. године, Венеција није била сасвим напуштена. Француска флота подржавала је Млечане од 1499. године. Односи Порте са Угарском су се погоршали, јер Угарска није желела да обнови примирје из 1500. године, а да уз њега не укључи и Венецију. Троструки антиосмански савез проглашен је 30. маја 1501. године, између Свете Столице, Венеције и Угарске, којој је додељена материјална помоћ како би се борила против Османлија. Хришћани су водили рат непрестаним упадима, што је само отежавало ситуацију у измученој Републици. Управо супротно, Млечани су заузели Кефалонију захваљујући шпанској помоћи (24. децембар 1500.), а острво Свете Мавре (Левкаду, 30. августа 1502.) уз помоћ папске флоте. Али, осим пиратских подухвата на Егејском мору, то су били једини успеси Венеције, која је изгубила Драч 1502. године.
Уздрманој Републици био је потребан мир, а Бајазит је постигао своје циљеве и имао је проблеме у Анадолији: децембра 1502. године склопљен је споразум, који је дужд потврдио 20. маја 1503. године. Без млетачког новца, Угри нису могли да наставе ратовање и склопили су мир са султаном на седам година 22. фебруара 1503. године, који је обновљен 1510. и 1511. године. Венеција је морала да врати Свету Мавру, да напусти Корон, Модон, Лепант и Драч. Али, она је поново задобила трговачке повластице, а у Истанбулу је постављен бајило који ће се смењивати сваке три године. Односи две силе били су добри у последњих 10 година владавине Бајазита II. Овај потоњи, који је имао других брига, могао је да буде задовољан: та нова фаза опадања млетачке моћи на Леванту учинила је Порту господарем читаве Грчке и дала јој већи простор у Албанији. Поврх свега, Османско царство је постало поморска сила, на коју се морало рачунати.

## Разбијање османске Анадолије: Сафавиди и кизилбаше
Примирје које је владало између Османлија и западних земаља током прве две деценије XVI века, омогућило им је да се суоче са једном од најозбиљнијих криза у својој историји. Услед рата са Венецијом, 1500. године, Караман се поново подигао на устанак под једним претендентом, припадником локалне династије, кога су подржавала локална туркменска племена Тургут и Варсак, она иста која су настојала 1481—1483. да искористе проблем са Џемом. Нестабилност у Анадолији имала је дубоке узроке. Становништво, које још није било прихватило да буде део Османског царства, остало је верно својим принчевима, а номадска, туркменска племена, жестоко су се противила увођењу османске фискалне праксе. И оштре реформаторске мере које је предузео Мехмед II још увек су се осећале. Дервиши и спахије искрено су подржали побуну, коју је велики везир Месих-паша успео да угуши тек 1501. године.
Оно што је кризу чинило још озбиљнијом, било је то што је она избила истовремено са појавом новог типа власти у Персији. Након смрти Јакуба, емира Аккојунлуа, 1490. године, у Персији је започео грађански рат који се завршио свргнућем династије и преузимањем власти од стране младог Сафавида, шаха Исмаила. Ступивши на историјску позорницу 1499. године, он је 1501. године постао господар престонице, Табриза, а затим је 1508. године освојио Багдад: дакле, постао је једини господар Иранског царства. Османлије, као и династија Аккојунлу, Сафавиди, пореклом из Ардабила, били су најпре шејхови једног религиозног реда, ни сунити, ни заиста шиити, већ су највише нагињали хетеродоксији. Њихова месијанска доктрина, која је вукла корене из преисламске традиције, у великој се мери раширила у Анадолији, нарочито у племенским областима Теке, Карамана, Тауруса, одакле су редовно почињале побуне против централне власти Османлија. Те присталице, слепо одане харизматској личности шаха Исмаила коме су добровољно давали прилог, поред пореза који су били дужни да плаћају султану, представљали су темељ шахове војске, која је била малобројна, али фанатично одана свом господару и неизмерно храбра.
У пролеће 1500. године, шах Исмаил се нашао у Ерзинџану, где је окупио своје присталице. Они су дошли у мањем броју него што је очекивао, што га је одвратило од идеје да отворено подржи побуну у Караману. Бајазит није ни најмање сумњао у његове непријатељске намере и на границу је послао извиђаче. Улазак шаха Исмаила у Табриз га је забринуо: 1502. године уследио је низ хапшења, док је велики део становништва, претежно кизилбаша (црвене капе) протеран на територије недавно одузете од Венеције у Мореји (Пелопонез). У циљу раздвајања Сафавида од њихових присталица у Анадолији (који су чинили основу њихових снага), султан је у лето 1502. године затворио границу: кизилбаше нису могле ни да уђу, а ни да изађу из царства. Мера није имала ефекта, јер је био дозвољен пролаз трговачким караванима, те су шахове присталице наставиле да улазе на територију османске Анадолије.
Мудар по природи, Бајазит је непрестано избегавао сукоб у Анадолији који је могао да буде погубан: стога је, 1504. године, послао изасланство да негодује против испада кизилбаша према сунитима, али је такође честитао шаху на победи против Аккојунлу Мурата. Он је, 1505. године, примио сафавидског изасланика, задуженог да затражи Трапезунт за свог господара, те да протестује против упада које је водио принц Селим, на служби у том граду. Султан је, 1507. године, дозволио шаху да пређе преко његове територије приликом операција против Зулкадра, ограничинивши се, као и његов мамелучки сусед, да на место догађаја пошаље само извиђаче. Нови сукоби између Сафавида и Селимових трупа 1508. године, а затим 1510. године, изазвали су нове протесте шаха и принц је позван на одговорност.
Ситуација није престала да се погоршава. Незадовољан због све чешћих провокација, шах је, желећи да себи обезбеди савезника и ватрено оружје, послао понуду Венецији, што је изазвало дипломатску кризу између њега и Мамелука, који су, с друге стране, били забринути због португалских дејстава у Црвеном мору. То је била, почев од 1509. године, прилика за савезништво на мору са Османлијама. Поред свега, присталице кизилбаша никада нису били активнији у Анадолији. На помолу је била велика криза.

## Коначна криза и неуспех Бајазита II (1511—1512)
Распад Анадолије, услед неспособности сенилног султана и његове свите, изазвао је политичку кризу и ривалство између потенцијалних наследника престола. Већ 1509. године, принц Коркут, човек исувише частан за политичара, незадовољан наименовањем у Амасији и у сукобу са великим везиром Хадим Али-пашом, нашао је уточиште у Египту, где је касније и умро. Са своје стране, принц Шахиншах, намесник Карамана, подржавао је кизилбаше и био у договру са шахом. Мурат, син принца Ахмеда, слично је деловао. Насупрот томе Селим, најспособнији од свих, био је веома забринут за будућност. Мрзео је шаха Исмаила, против кога се од почетка борио. Осећао је да мора брзо да делује. Осим тога, премештај његовог сина Сулејмана из Болуа у Кафу указао је на надмоћ принца Ахмеда, који је одбијао да дозволи да се у Болуу створи препрека на путу који је повезивао Амасију (где је он владао) са Истанбулом. Питање наследника Бајазита II било је отворено. Решен да делује, Селим се почетком 1511. године придружио свом сину у Кафи, одакле је тражио да му доделе санџак у Румелији, што је за једног османског принца дотад било незамисливо. Када је његов отац то одбио, уз подршку свог таста, кримског хана Менли Гираја, Селим је са војском кренуо ка Једрену, марта 1511. године.
Са своје стране, Ахмед и Коркут су се приближили престоници. Одлазак Коркута из Анаталије поклопио се са избијањем велике побуне у области Теке, 9. априла, који је важан датум по шиитском календару: њен стварни подстрекач, шах Исмаил, желео је да искористи чишћење Анадолије. Побуњеници, на чијем челу је стајао извесни Карабијиклиоглу Хасан Халифе (звани Шах Кули, „шахов слуга”), ушли су у Анаталију и кренули ка Кутахији, поразивши успут трупе беглербега Карађоз-паше, кога су погубили. Велики везир Хадим Али-паша, спојивши се са трупама из Рума, које је предводио принц Ахмед, сукобио се са Шах Кулијем, који се, стигавши скоро до Бурсе, повукао према Караману. Велики везир, на челу мање групе коњаника, кренуо је за њим: већина трупа остала је са Ахмедом. Побуњеници су изморене војнике великог везира између Кајсерија и Сиваса 2. јула 1511. године разбили у мање групе. На бојном пољу су остали велики везир и Шах Кули. Без вође, кизилбаше су побегли ка сафавидским територијама, пљачкајући земљу при одласку.
Гушењем побуне, учвршћена је Селимова позиција. Његова браћа, Коркут који је оставио Теке побуњеницима и Ахмед, који није био способан да их порази, изгубили су углед. Добивши наименовање у Румелији, Селим је успео да искористи одсуство султана да уђе у Једрене, како би преузео ризницу и поставио своје људе. Отишао је предалеко. Бајазит II, чији су везири подржавали Ахмеда, кренуо је против свог сина, кога је победио 3. августа 1511. године, приморавши га да се повуче на Крим. Ахмед је мислио да ће након тога, уз подстицај великодостојника са Порте, моћи да крене пут Истанбула и да се прогласи наследником престола. Али јаничари, који су га сматрали шкртим и неспособним, побунили су се против њега и приморали га на повлачење. Прогласивши се за султана, он је заузео Караман, што је само увећало његову непопуларност.
Изгледало је да ти догађаји погодују шаху Исмаилу. Почетком 1512. године, шах Исмаил је изазвао другу побуну, коју је убрзо потом подржао принц Мурат, Ахмедов син. Победа побуњеника над трупама овог потоњег разбеснела је јаничаре, који су се, знајући да се Селим вратио у Румелију, подигли на устанак марта 1512. године, тражећи да се њихов миљеник постави за наследника престола. Принуђен на уступке, Бајазит II је позвао код себе свог сина, који је 19. априла стигао у Истанбул. После недељу дана преговора, подржан од јаничара и становништва града, Селим је постигао своје циљеве: Бајазит II је абдицирао у његову корист 24. априла 1512. године. Измучен, стари султан је умро на путу у прогонство 10. јуна 1512. године.
Селим I је, не без потешкоћа, ступио на престо. Али, то није био крај његових недаћа. Османско царство се, након пораза код Анкаре, суочило са веома озбиљном кризом. Да би је превазишао, нови султан морао је да спроведе реформе у вођењу послова, како у стратешким, тако и у религијским и економским питањима. Са те тачке гледишта, 1512. година заиста представља прекретницу у османској историји.

## Породица
Жене
- Нигар-хатун; мајка принца Коркута
- Ширин-хатун; мајка принца Абдулаха
- Гулрух-хатун; мајка принца Алемшаха
- Булбул-хатун; мајка принца Ахмеда и Махмуда
- Хуснушах-хатун; мајка принца Шехиншаха
- Гулбахар-хатун; мајка Селима I
- Ферахшад-хатун; мајка принца Мехмеда
- Ајше Хатун I

Синови
- шехзаде Абдулах (1462 — 1472)
- Принц Абдулах (1464 — 1483)
- Принц Шехеншах (1465 — 1511)
- принц Ахмет (1466 — 1513)
- Принц Коркут (1469 — 1513)
- Селим I (1470 — 1520)
- Принц Мехмет (1487 — 1504)
- Принц Алемшах (1475 — 1503)
- принц Махмуд (1476 — 1507)

Кћери
- Хундихан-султанија (ум. 1511 у Бурси; мајка — Булбул-хатун) — удата 1479. године за великог везира Ахмед-пашу Херцеговића[25][26]. Родила је четири сина: Муса (ум. 1509), Мустафа, Али и Ахмед (ум. 1582), и четири кћери: Ајнишах, Камершах (ум. 1542), Хумашах (ум. 1551) и Махдумзаде (ум. 1511).
- Ајше-султанија (ум. 1523 у Истанбулу; мајка — Нигар-хатун[27]) — удата 1479. године за намесника Анатолије Гувеји Синан-пашу[28]. Родила је сина Ахмеда и пет кћерки: Ханзаде, Гевхершах (ум. 1552), Камершах, Фатма и Михрихан (ум. 1560).
- Селчукшах-султанија[29] (ум. 1508 у Серезу; мајка — Булбул-хатун) — удата први пут 1479. године за Ферхад-бега[30], са којим  је имала сина Хусрев-бега (1480 — 18 јун 1541) и кћи Неслишах (ум. 1564)[24]. Удата други пут 1486. године за Мехмед-пашу, са којим је имала три кћери: Хатиџе (ум. 1546), Ханзаде и Аслихан.
- Гевхермулук-султанија (ум. 1550 у Истанбулу[29]; мајка — Булбул-хатун[31]) — удата 1482. године за Дукакинзаде Ахмед-пашу [32]. Из брака је имала сина Ахмед-бега (ум. 1537) и кћи Неслишах (ум. 1579)[29].
- Фатма-султанија (ум. 1518 у Бурси; мајка — Нигар-хатун) — први пут удата 1482. године за Мирза Мехмед-пашу, сина Кизил Ахмед-бега[33]. Из првог брака је имала сина Мехмета (ум. 1514). Други пут удата 1489. године за Мустафа-апшу, од којег се развела. Трећи пут удата за Гузелче Хасан-бега[32], са којим је имала два сина: Мехмета и Ахмета (ум. 1588), и једну ћерку. Можда је склопила и четврти брак са Хизир Мехмед-пашом, али то није засигурно утврђено.
- Ајнишах-султанија[29] (ум. 1514 у Бурси; мајка — ?) — удата први пут 1489. године за Годе Ахмед-бега, сина њене тетке Гевхерхан-султаније[34][35]. Уз брака је имала сина Зејнедина (ум. 1508) и кћерке Ханзаде и Неслихан. Други пут је удата 1501. године за Малкочоглу Јахја-пашу, са којим је имала три сина: Бали-бега (ум. 1548), Ахмет-бега (ум. 1571) и Мехмет-бега (ум. 1566).
- Хумашах-султанија (ум. 1510 у Скопљу[29]; мајка — Гулбахар-хатун) — удата 1482. године за намесника Анталије Бали-пашу[30][29]. Други брак је склопила 1496. године са Чобан Мустафа-пашом, са којим је имала сина Хусревшах-бега (ум. 1566) и четири кћери: Хани, Хума, Шахземан и Уми.
- Илалди-султанија (ум. 1517 у Кратову) — удата за Ахмед-пашу (ум. 1524)[30], са којим је имала сина Мехмета и кћерку Ајнишах.
- Шах-султанија[36] — удата 1490. године за намесника Александрије Насух-бега. Из брака је имала кћерку Исмихан.
- Хатиџе-султанија[29] (ум. 1500 у Бурси; мајка — Булбул-хатун) — 1479. године за Мудерис Мустафа пашу, са којим је имала сина Ахмета и кћи Ханзаде. Након што јој је отац због клевете погубио супруга, присилно је удата 1482. године за Фаик-пашу[25].
- Камершах-султанија (ум. 1520 у Бурси; мајка — Гулрух-хатун) — удата 1490. године за Нишанџи Давут-пашу, са којим је имала сина Османа[30]. Удата други пут за Мустафа-бега, са којим је имала кћерку.
- Султанзаде-султанија (мајка — Хуснушах-хатун)[36]
- кћи — удата 1498. године за Гази Јакуб-пашу Босанца (умро 1502), који је био лала Џем-султана. Као награду што га је издао, годинама касније је оженио ћерку султана. Након његове смрти, удата накнадно 1503. године за Муслих-бега.
- кћи — ова кћи је послата 1501. године као невеста, удавши се за мамлучког султана Ел Ашраф Кансух ел Гури. Међутим, у једном тренутку је султанија оптужена за прељубу и брак је разрешен.
- кћи — која је 1489. године удата за великог везира Давут-пашу (умро 1498). Са њим је имала сина Мехмед-бега, који је оженио 1508. године султанију Фатму, кћерку принца Ахмеда.
- кћи — супруга Мехмед-бега, намесника Бурсе

## Породично стабло
|  |                                                      |  |  |  |  |  |  |  |  |  |  |  |  |  |  |  |
|  | 8. Мехмед I                                          |  |  |  |  |  |  |  |  |  |  |  |  |  |  |  |
|  |                                                      |  |  |  |  |  |  |  |  |  |  |  |  |  |  |  |
|  |                                                      |  |  |  |  |  |  |  |  |  |  |  |  |  |  |  |
|  | 4. Мурат II                                          |  |  |  |  |  |  |  |  |  |  |  |  |  |  |  |
|  |                                                      |  |  |  |  |  |  |  |  |  |  |  |  |  |  |  |
|  |                                                      |  |  |  |  |  |  |  |  |  |  |  |  |  |  |  |
|  | 9. Емине Хатун                                       |  |  |  |  |  |  |  |  |  |  |  |  |  |  |  |
|  |                                                      |  |  |  |  |  |  |  |  |  |  |  |  |  |  |  |
|  |                                                      |  |  |  |  |  |  |  |  |  |  |  |  |  |  |  |
|  | 2. Мехмед II Освајач                                 |  |  |  |  |  |  |  |  |  |  |  |  |  |  |  |
|  |                                                      |  |  |  |  |  |  |  |  |  |  |  |  |  |  |  |
|  |                                                      |  |  |  |  |  |  |  |  |  |  |  |  |  |  |  |
|  | 5. Хума Хатун                                        |  |  |  |  |  |  |  |  |  |  |  |  |  |  |  |
|  |                                                      |  |  |  |  |  |  |  |  |  |  |  |  |  |  |  |
|  |                                                      |  |  |  |  |  |  |  |  |  |  |  |  |  |  |  |
|  | 1. Бајазит II                                        |  |  |  |  |  |  |  |  |  |  |  |  |  |  |  |
|  |                                                      |  |  |  |  |  |  |  |  |  |  |  |  |  |  |  |
|  |                                                      |  |  |  |  |  |  |  |  |  |  |  |  |  |  |  |
|  | 3. Емине Гулбахар Хатун I или Султанија Сити Мукриме |  |  |  |  |  |  |  |  |  |  |  |  |  |  |  |
|  |                                                      |  |  |  |  |  |  |  |  |  |  |  |  |  |  |  |
|  |                                                      |  |  |  |  |  |  |  |  |  |  |  |  |  |  |  |